# Makiza
Makiza fue un grupo de  rap chileno nacido en 1997. Su estilo y letras están marcadas por la crítica política y social, generalmente atacando la dictadura militar chilena. Se destacaron como uno de los grupos más exitosos en la escena nacional.
Su nombre proviene de la palabra francesa «maquisard», un resistente de la ocupación nazi, que se escondía en el «maquis» (matorral).

## Historia

### Primer periodo (1997-2000)
Estaba originalmente compuesto por Anita Tijoux, Seo2 (voz), Squat (Dj) y Cenzi (música). Todos ellos formaban parte del colectivo Demosapiens, dedicado a cultivar el hip-hop en Chile.
En 1998, y luego de haber recorrido los escenarios underground santiaguinos, (junto a Tiro de Gracia y La Pozze Latina), sacaron su primera producción llamada Vida salvaje que salió en forma independiente. 
La controversia que causaron sus letras, llevó al grupo a firmar con Sony Music en 1999 y poder sacar su segundo disco, bautizado con el nombre de Aerolíneas. Esta grabación impactó desde su primer sencillo, «La Rosa de Los Vientos», el cual toca temas que eran tabú como la vida en el exilio. Después de este, el cuarteto causó mucha polémica con su segundo sencillo «En paro», donde atacaban a personas de figuración pública que colaboraron con la dictadura militar de Augusto Pinochet.

### Separación (2000-2004)
A finales de 2000 se produjo un quiebre en el grupo; Anita Tijoux partió rumbo a Francia a probar suerte, donde adquirió notoriedad en la escena underground. "Squat" migró igualmente a París, pero como miembro del grupo Pánico. Cenzi y Seo2 conformaron Némesis y editaron dos discos, Justicia Divina (Sony Music, 2001) y Hip-hop Héroes (Aguasónica Producciones, 2003).

### «La Re-Unión» (2004-2006)
En enero de 2004, Anita, Seo2 y Cenzi deciden juntarse nuevamente para grabar dos temas («Dicen» y «100% Staila») para la remasterización del disco Vida Salvaje. En febrero hacen un concierto en el Teatro Providencia, el cual llamaron «La Re-Unión» para promocionar el disco recién remasterizado. Luego de eso Cenzi deja el grupo y se integran dos nuevos miembros; "Sonido Ácido" y "Dj Nakeye" (scratch).
Debido al éxito que tuvo el evento, decidieron seguir con el proyecto Makiza. Luego de varios meses de composición y shows, el mes de octubre de 2005 fue el elegido para que la agrupación lanzara su nueva producción, Casino Royale, álbum que sigue una línea más madura y elegante. El primer sencillo de esta producción fue «Las cosas de la vida» y el segundo «Todo va más lento», el cual cuenta con un videoclip. Fue producido, entre otros, por DJ Raff, Erasmo de la Parra alias Nukiozz, dj who, Cenzi y Adonai.
En septiembre de 2006, Seo2 decidió dejar la agrupación por motivos personales. En 2006 forman parte del disco tributo Homenaje a Los Jaivas con la canción «¿Dónde estabas tú?».

## Discografía
- 1998 - Vida salvaje (Independiente)
- 1999 - Aerolíneas Makiza (Sony Music)
- 2004 - Vida salvaje (Remasterizado) (Aguasonica Producciones)
- 2005 - Casino Royale (La Oreja)